# Copa da Escócia de 1882–83
A Copa da Escócia de 1882-83 foi a 10º edição do torneio mais antigo do futebol da Escócia. O campeão foi o Dumbarton F.C., que conquistou seu 1º título na história da competição ao vencer a final contra o Vale of Leven F.C., pelo placar de 2 a 1, após um empate no primeiro jogo por 2 a 2.

## Premiação
| Copa da Escócia de 1882-83         |
| Escócia                            |
| ---------------------------------- |
| Dumbarton F.C. Campeão (1º título) |